# Neoboutonia mannii
Neoboutonia mannii là một loài thực vật thuộc họ Euphorbiaceae. Loài này có ở Cameroon, Guinea Xích Đạo, và Nigeria. Chúng hiện đang bị đe dọa vì mất môi trường sống.